# Процедура авторизації REACH
Процедура авторизації є одним із регуляторних інструментів регламенту REACH № 1907/2006, спрямованого на заборону використання речовин, що викликають серйозне занепокоєння (SVHC), включених до Додатку XIV REACH, з метою заміни їх на технічно та економічно доцільні альтернативи.
Цей процес стосується виробників, імпортерів і подальших споживачів речовин. Подати заявку на отримання дозволу можуть лише представники іноземних виробників.
Сьогодні авторизація впливає на багато галузей промисловості, включаючи аерокосмічну, електронну, автомобільну, енергетичну та лакофарбову промисловість. Крім того, заявки захисту де-факто не звільняються від процесу авторизації. Держави-члени повинні вирішувати в кожному конкретному випадку, чи може компанія скористатися цією процедурою (викладено в статті 2.3 REACH).

## Загальні принципи
Регламент REACh ґрунтується на чотирьох основних процедурах: реєстрація, оцінка, обмеження та авторизація хімічних речовин.

## Зі списку кандидатів до Додатку XIV REACH
Держави-члени ЄС або Європейське агентство хімічних речовин на запит Європейської комісії можуть подавати пропозиції щодо ідентифікації речовин, що викликають серйозне занепокоєння, на основі критеріїв, викладених у статті 57 REACH:
- Канцерогенні, мутагенні або токсичні для репродукції, що відповідають критеріям класифікації як CMR категорії 1A або 1B, відповідно до Регламенту № 1272/2008 (CLP),
- Стійкі біоакумулятивні та токсичні (PBT),
- дуже стійкі і дуже біоакумулятивні (vPvB),
- або речовини, що викликають еквівалентне занепокоєння.

Ця робота підтримується експертними групами ECHA та державами-членами ЄС і ґрунтується на різних критеріях і методологіях скринінгу для визначення найбільш релевантних SVHC.
Додаток XIV є останнім кроком цього процесу пріорітизації. У ньому перераховані SVHC, які мають особливо високий ризик для здоров'я людини або навколишнього середовища (на основі їх невід'ємних властивостей, кількості та використання), щоб заборонити їх використання на ринку ЄС.
Рекомендації щодо включення SVHC до Додатку XIV розроблені ECHA та обговорюються всіма відповідними зацікавленими сторонами (державами-членами, компаніями, НУО тощо). Остаточне рішення про включення речовини до Додатку XIV приймає Європейська комісія.
При включенні до Додатку XIV Регламенту REACh речовині призначається «дата закінчення терміну дії», після якої його використання буде заборонено, якщо тільки Дозвіл не виданий на певний період часу.
Станом на 2022 рік 223 речовини внесено до Списку кандидатів і 54 речовини (дата 2022/03/02) перелічені в Додатку XIV. Список кандидатів зазвичай оновлюється кожні 6 місяців, а Додаток XIV оновлюється кожні 12-18 місяців.

### Обсяг повноважень
Процедура авторизації є складною та стосується виробників, імпортерів, подальших користувачів та єдиних представників речовин  для яких:
- Жодна альтернатива речовині Додатку XIV не вважається технічно та/або економічно можливою або для якої
- Альтернативи можуть існувати, але все одно потрібен час для їх повної кваліфікації та розгортання.

Заборона на використання набуває чинності з «Дати заходу». З цієї дати використання речовини можливе лише для компаній, які отримали дозвіл, або для тих, які подали своє досьє до останньої дати подання заявки. Останні справді користуються перехідним періодом до остаточного рішення Комісії ЄС .
Виняток зроблено для наступних користувачів у випадку, коли зацікавлена сторона вище за течією, у межах ланцюга постачання, отримала дозвіл на цю саму речовину та саме це використання. З цієї точки зору важливий ланцюг постачання речовини. Наприклад, субпідрядники авторизованих імпортерів не будуть охоплені, якщо речовина Додатку XIV, яку вони використовують, постачається через ланцюг постачання, для якого не було подано або надано заявку на дозвіл.
Нарешті, користувачі, яким не потрібно подавати заявку на отримання дозволу, тим не менш, зобов'язані повідомляти ECHA про своє використання (ст. 66 REACH) і перевіряти відповідність своїх заходів з управління ризиками.
Таким чином, зацікавленим компаніям пропонується вжити заходів, як тільки речовина, яку вони використовують, потрапляє до списку кандидатів, шляхом запиту щодо суб'єктів, на яких це впливає, та їхніх стратегій.

### Застосування

#### «Застосування» в рамках процесу авторизації[9]
Заявки на авторизацію створюються для одного або кількох конкретних видів застосування. Таким чином, стаття 3 REACH визначає «застосування» як: «будь-яка обробка, формулювання, споживання, зберігання, зберігання, обробка, наповнення контейнерів, переміщення з одного контейнера в інший, змішування, виробництво виробу або будь-яке інше використання».
У рамках авторизаційного досьє в описі заявленого використання необхідно вказати ринок, ланцюг постачання, процеси або тип виробів, про які йдеться. Заявлене використання має бути достатньо послідовним, щоб охопити сценарій впливу, а також аналіз альтернатив. Заявлене використання не слід плутати з ідентифікованим використанням, яке відповідає процесу реєстрації REACH. Ідентифіковане використання зосереджується на процесі і не розглядає експлуатаційні характеристики або ринкові питання.

#### Випадки, коли авторизація не потрібна
Є кілька винятків, для яких заявка на авторизацію не потрібна:
- Виробник речовини не потребує дозволу, оскільки це не вважається використанням,
- Домішки, добавки та компоненти іншої речовини не є використанням речовини як такої (за винятком випадків, коли додаток XIV посилається на це),
- Формулювання суміші вважається використанням відповідно до REACh, а речовина Додатку XIV підлягає дозволу, лише якщо вона перевищує необхідні концентрації.

Якщо виробництво виробу може вимагати отримання дозволу на певному етапі, то готові вироби не потребують дозволу для виходу на ринок, навіть якщо вони все ще містять речовину, що підлягає дозволу. Отже, вироби, що вимагають використання речовин з Додатку XIV, все ще можуть вироблятися за межами ЄС, а потім імпортуватися. У цьому конкретному випадку майбутня процедура обмежень може, однак, обмежити розміщення на ринку таких виробів, якщо ризик залишається (ст. 58.6 REACH).

### Період перегляду[10]
Період перегляду – це період, протягом якого Комісія ЄС дозволяє використання речовини після дати закінчення дії.
Для періодів перегляду розглядаються такі тривалості:
- < 7 років: у випадку, якщо звіт про аналіз альтернатив є недостатнім та/або залишаються сумніви щодо впливу надання дозволу або, альтернативно, коли можливий швидкий перехід;
- 7 років: стандартна тривалість для розробки технічно та економічно здійсненного альтернативного рішення;
- 12 років і > 12 років: довгий цикл інвестицій, низькі ризики. У виняткових випадках можна розглянути довший термін, якщо можна продемонструвати, що 12 років спричинить непропорційний вплив порівняно з довшим періодом перевірки.

Наприкінці періоду перегляду заявка на отримання дозволу повторно оцінюється з метою оцінки прогресу, досягнутого у сфері досліджень і розробок або заміни. Заявки на продовження періоду експертизи повинні бути подані не пізніше, ніж за 18 місяців до закінчення терміну дії дозволу.
Європейська Комісія також може скоротити цей термін, якщо з'являться нові обставини з точки зору ризиків або впливів.
Лише Суд Європейського Союзу має право приймати рішення щодо апеляцій щодо заявок на дозвіл. Держави-члени, у свою чергу, відповідають за контроль за виконанням рішення.

## Досьє заявки на авторизацію (AFA)
Заявка на авторизацію (AfA) складається з трьох основних частин: звіту про хімічну безпеку (CSR), аналізу альтернатив (AoA) і соціально-економічного аналізу (SEA).
Мета цього досьє продемонструвати, що альтернативи немає, що ризики контролюються і що соціальні та економічні переваги використання речовини переважають ризики для здоров'я людини або довкілля. Підготовка досьє зазвичай займає від 6 до 18 місяців, а для допомоги в його складанні можна скористатися настановами ECHA.
Заявка на отримання дозволу повинна бути подана до Останньої дати подання заявок (LAD), яка встановлюється за 18 місяців до дати закінчення терміну дії дозволу. LAD дозволяє скористатися перевагами перехідного періоду до прийняття рішення Європейською Комісією.

### Основи AfA
AfA може бути подана для однієї або декількох речовин (у такому випадку необхідно буде продемонструвати групування на основі додатка XI REACH), одного або декількох видів використання, а також однією або декількома компаніями. Останній випадок називається спільною заявкою і вимагає призначення головного заявника, який буде контактною особою для ECHA.

### Два маршрути подання
Регламент REACh передбачає два шляхи подачі:
|                   | Адекватний контрольний шлях (Стаття 60, частина 2) | Соціально-економічний маршрут (Стаття 60, частина 4)                                                                                       |
| ----------------- | --- | --- |
| Загальні принципи | Ризики належним чином контролюються протягом життєвого циклу речовини | Переваги використання речовини переважають ризики для здоров'я людини та довкілля                                                          |
| Критерії          | - Рівні впливу не перевищують DNEL або PNECAND - Ймовірність і тяжкість події є незначним | - Адекватний контроль не може бути продемонстрований AND - Немає відповідної альтернативи речовин або процесів                             |
| Документи додат   | - Звіти про хімічну безпеку - Аналіз альтернатив - План заміни (за необхідності) - Соціально-економічний аналіз (не обов'язковий, але обов'язково рекомендовано, якщо адекватний контрольний шлях виходить з ладу) - Обґрунтування неврахування певних ризиків (якщо доречно) | - Звіти про хімічну безпеку - Аналіз альтернатив - Соціально-економічний аналіз - Обґрунтування неврахування певних ризиків (якщо доречно) |

### Зміст досьє

#### Звіт про хімічну безпеку (CSR)
Для адекватного шляху контролю мета Звіту про хімічну безпеку полягає в тому, щоб довести дотримання порогових значень; для соціально-економічного маршруту метою Звіту про хімічну безпеку є продемонструвати, що ризики зведені до мінімуму.
Звіт про хімічну безпеку містить:
- Короткий опис заходів з управління ризиками
- Декларація про впровадження та інформування про заходи з управління ризиками вздовж ланцюга постачання
- Ідентичність речовини та визначені способи використання
- Оцінка небезпеки для людини та навколишнього середовища
- Оцінка властивостей, за якими речовина була включена до Додатку XIV
- Оцінка впливу
- Характеристика ризику

#### Аналіз альтернатив (AoA)
AoA має на меті продемонструвати, що жодна альтернатива не є прийнятною, тобто технічно та/або економічно доцільною, менш ризикованою та доступною.
Таким чином, Аналіз альтернатив представляє всі альтернативні рішення речовини та містить:
- Частина 1 – Підсумок
- Частина 2 – Опис призначення речовини
- Частина 3 – Визначення потенційних альтернатив
- Частина 4 – Опис придатності та наявності альтернатив
- Частина 5 – Підсумок доповіді

#### Соціально-економічний аналіз (SEA)
Соціально-економічний аналіз є обов'язковим документом для соціально-економічного шляху, а також може бути доповненням до заявки, обґрунтованої шляхом належного контролю. Він має на меті продемонструвати, що переваги використання речовини переважають ризики для здоров'я людини або навколишнього середовища. Для цього заявники повинні порівняти два сценарії: «сценарій використання» (продовження використання речовини), з одного боку, і «сценарій невикористання» (припинення використання речовини), з іншого боку, та обговорити їхній вплив.
Він містить:
- Частина 1 – Підсумок
- Частина 2 – Визначення мети та обсягу
- Частина 3 – Аналіз впливів
- Частина 4 – Порівняння впливів
- Частина 5 – Підсумок доповіді

### Подання досьє
Досьє слід подавати впродовж періодів прийому заявок у лютому, травні, серпні та листопаді. ECHA наполегливо рекомендує дотримуватися цих періодів, оскільки пленарні засідання обох комітетів (RAC та SEAC) проводяться в березні, червні, вересні та грудні кожного року. Таким чином, подання заявки до пленарних засідань, у період прийому заявок, сприяє ефективному оцінюванню заявки.
Заявки вважаються отриманими після успішного проходження перевірки бізнес-правил та за умови своєчасної сплати збору ECHA.

### Експертиза досьє
Розгляд досьє здійснюється Комітетом з оцінки ризиків (КОР) та Комітетом з соціально-економічного аналізу (КСЕА) і розпочинається з публічних консультацій щодо альтернативних варіантів. Протягом 8 тижнів компанії, неурядові організації або будь-які інші зацікавлені сторони мають можливість прокоментувати і, можливо, оскаржити альтернативи, запропоновані заявником.
За консультацією можуть слідувати додаткові обговорення з двома комітетами з метою уточнення заявки. Цей процес називається Тріалог, і до участі в ньому можуть бути запрошені зацікавлені сторони.
Тривалість експертизи залежить від складності та чіткості досьє. Комітети, однак, зобов'язані надати свій перший висновок щодо досьє не пізніше, ніж через 10 місяців після його подання. Після цього досьє з висновком Комітету надсилається до Комісії. Увесь процес може зайняти до 2 років.

## Реалізація та зворотній зв'язок
Станом на 4 травня 2015 року було подано 28 заявок на авторизацію для 56 видів використання.
| Речовини                        | Кількість заявок на отримання дозволу | Кількість претендентів | Кількість використання |
| ------------------------------- | ------------------------------------- | ---------------------- | ---------------------- |
| DEHP                            | 5                                     | 7                      | 10                     |
| DBP                             | 2                                     | 2                      | 4                      |
| [DEHP + DBP]                    | 1                                     | 1                      | 3                      |
| Хромат свинцю жовтий + червоний | 1                                     | 1                      | 12                     |
| HBCDD                           | 1                                     | 13                     | 2                      |
| Діарсеновий триоксид            | 4                                     | 4                      | 5                      |
| Трихлоретилен                   | 13                                    | 15                     | 19                     |
| Хромат свинцю                   | 1                                     | 1                      | 1                      |
| РАЗОМ                           | 28                                    | 44                     | 56                     |

### Спеціальна стратегія для кожного використання
Кожне досьє вимагає реалізації конкретної стратегії, яка полягає у визначенні використання, аналізі промислових процесів і пов’язаних із цим ризиків, альтернатив або соціально-економічних наслідків заборони речовини.
Комітети очікують, що кожне досьє міститиме точний опис промислового процесу та робочих умов, які є репрезентативними для досьє, а також заходів щодо управління ризиками, які впроваджує заявник 
Основним питанням у процесі подання заявки на авторизацію є тривалість періоду розгляду, який буде надано. Тому надзвичайно важливо внести всі необхідні уточнення в досьє, щоб виправдати необхідну тривалість періоду перевірки. Занадто слабке обґрунтування або надто загальна аргументація можуть спонукати до надання коротшого періоду розгляду, ніж вимагається. 

### Глибокий аналіз діяльності компаній
Окрім простого складання заявки на отримання дозволу, весь процес передбачає як експертизу, так і глибокий аналіз діяльності компанії з багатьох аспектів:
- Технічні аспекти (Звіт про хімічну безпеку, Аналіз альтернатив),
- Бізнес- аспекти (Безпека ланцюга постачання, громадські консультації) та
- Стратегічні аспекти (Передбачення розвитку та зростання діяльности протягом 5-10 років).

Тому цей аналіз вимагає великого збору інформації, а також, можливо, контактів з клієнтами, щоб поглибити аналіз альтернатив.

### Громадські консультації в основі рішення
Консультації з громадськістю є одним з основних механізмів процесу надання дозволу. Зацікавлені сторони (конкуруючі компанії, університети, лабораторії, неурядові організації, держави-члени тощо) беруть активну участь у процесі консультацій протягом останніх років (до 400 коментарів для одного досьє), а вплив коментарів, особливо щодо альтернатив, робить їх важливим етапом процесу авторизації. Для того, щоб спростити цей процес, шаблони коментарів та інструкції доступні на веб-сайті ECHA.

### Консультаційні витрати
За оцінками ECHA, витрати на консультування при подачі заявки на отримання дозволу в середньому становлять близько 230 000 євро за один раз.